# Stazione di Ferrara
La stazione di Ferrara è la principale stazione ferroviaria di Ferrara e provincia. È situata in piazzale della Stazione, fra via San Giacomo e viale della Costituzione. È una stazione passante della ferrovia Padova-Bologna ed è capolinea delle linee Ferrara-Codigoro e Suzzara-Ferrara, gestite da Ferrovie Emilia Romagna (FER), e della ferrovia Ferrara-Rimini, gestita da Rete Ferroviaria Italiana (RFI).

## Strutture e impianti

Il tram davanti al vecchio fabbricato viaggiatori

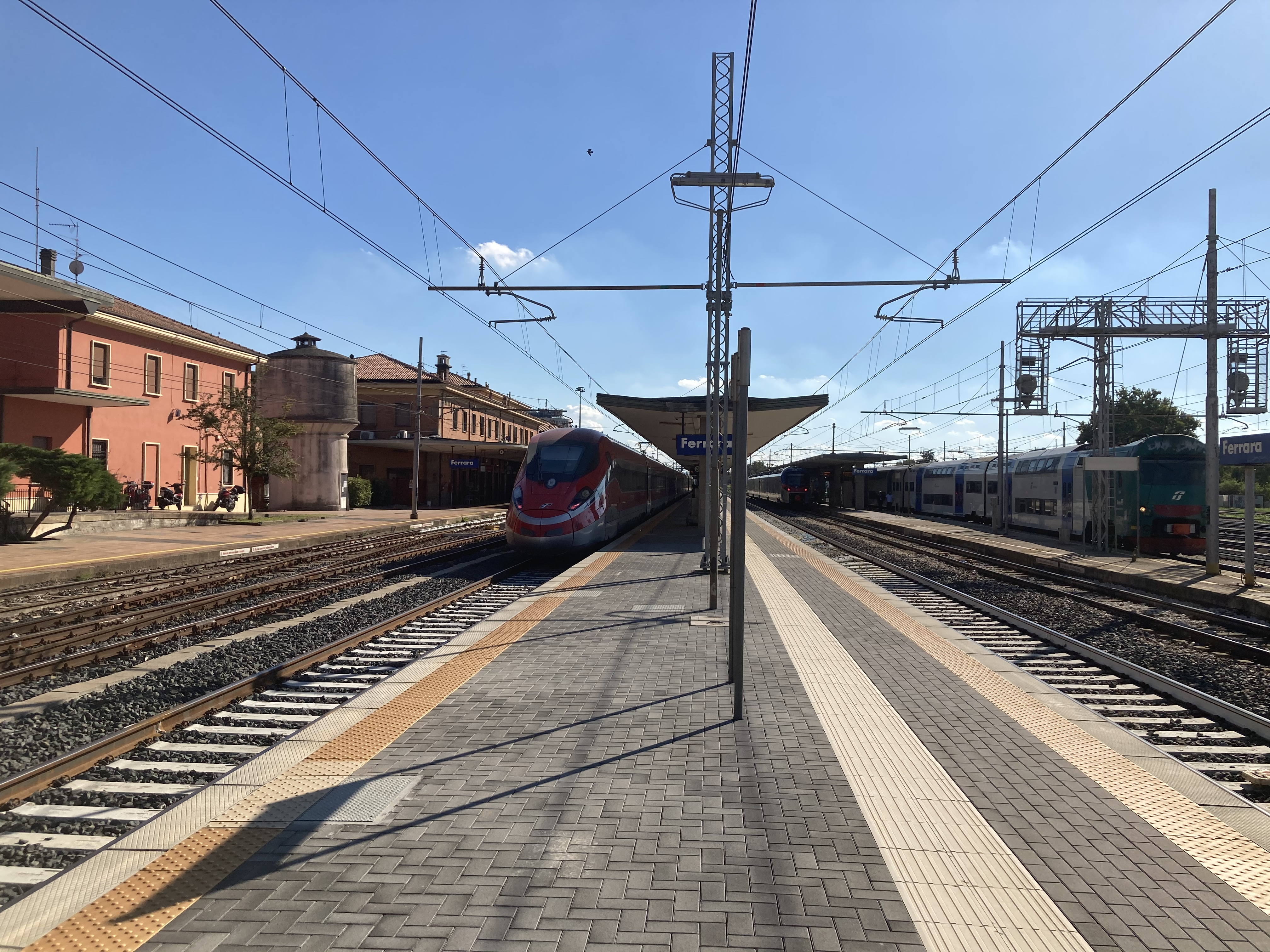
La vista dei binari nel 2020, prima dei lavori d’innalzamento della banchina del binario 1 nel 2024

Il fabbricato viaggiatori, completato nel 1948 in sostituzione del precedente scalo distrutto dai bombardamenti americani nel 1944, e inaugurato il 25 aprile 1949, presenta nel corpo centrale, la biglietteria, la sala d'attesa ed alcuni locali commerciali. I due corpi laterali invece ospitano spazi adibiti a deposito biciclette, bar, ristorante, edicola e tabacchi.
La stazione è inoltre dotata di due sottopassaggi pedonali sotterranei che uniscono il primo binario con i cinque restanti serviti da tre banchine.
Sull'area antistante il fabbricato viaggiatori sono presenti l'area di sosta per taxi, parcheggi e le fermate delle autolinee urbane e interurbane.

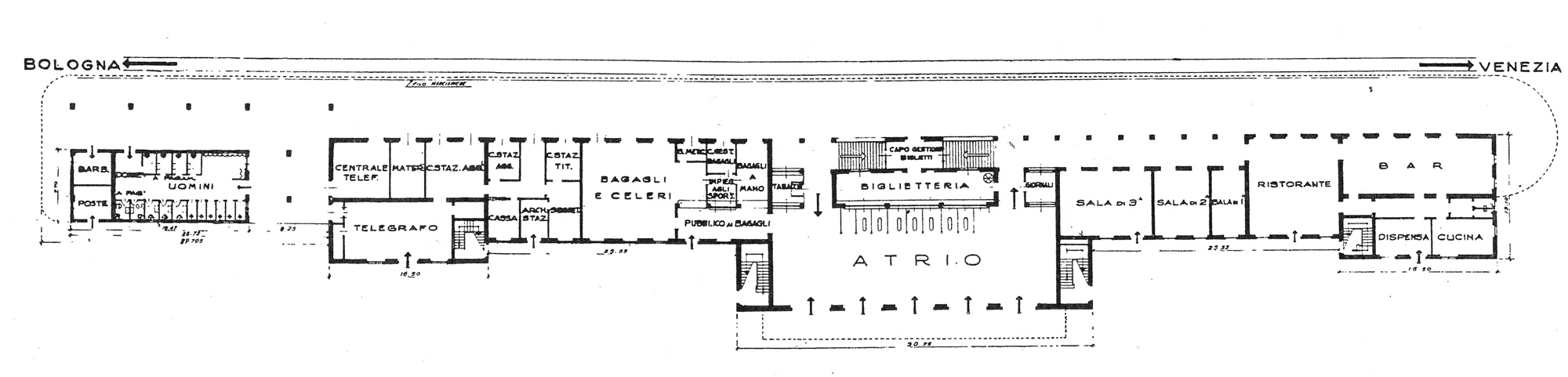
Pianta del fabbricato viaggiatori

## Movimento
Ferrara è servita dai treni regionali di Trenitalia Tper operati nell'ambito del contratto di servizio stipulato con la Regione Emilia-Romagna, nonché da treni regionali e regionali veloci di Trenitalia e treni a lunga percorrenza svolti dalla stessa Trenitalia e da Nuovo Trasporto Viaggiatori. Periodicamente è servita anche da una coppia di Euronight da e per Vienna svolti da Trenitalia e ÖBB.
Le manovre nello scalo merci, servito a sua volta da diverse imprese ferroviarie, sono svolte a cura di Dinazzano Po.
Limitatamente al trasporto regionale, a novembre 2019 la stazione risultava frequentata da un traffico giornaliero medio di circa 14 223 persone (7 699 saliti + 6 524 discesi).

## Servizi
La stazione è classificata da RFI nella categoria gold.
La stazione dispone di:
- Biglietteria a sportello
- Biglietteria automatica
- Bar
- Distributori automatici
- Servizi igienici
- Sala d'attesa
- Posto di Polizia ferroviaria
- Edicola

## Interscambi
- Fermata autobus AMI
- Stazione taxi